# Saint-Édouard
Saint-Édouard è un comune del Canada, situato nella provincia del Québec, nella regione di Montérégie.